# Rotterdam Alexander
Rotterdam Alexander – stacja kolejowa w Rotterdamie, w prowincji Holandia Południowa. Jest najdalej na wschód położoną stacją Rotterdamu.